# Pierre Geisensetter

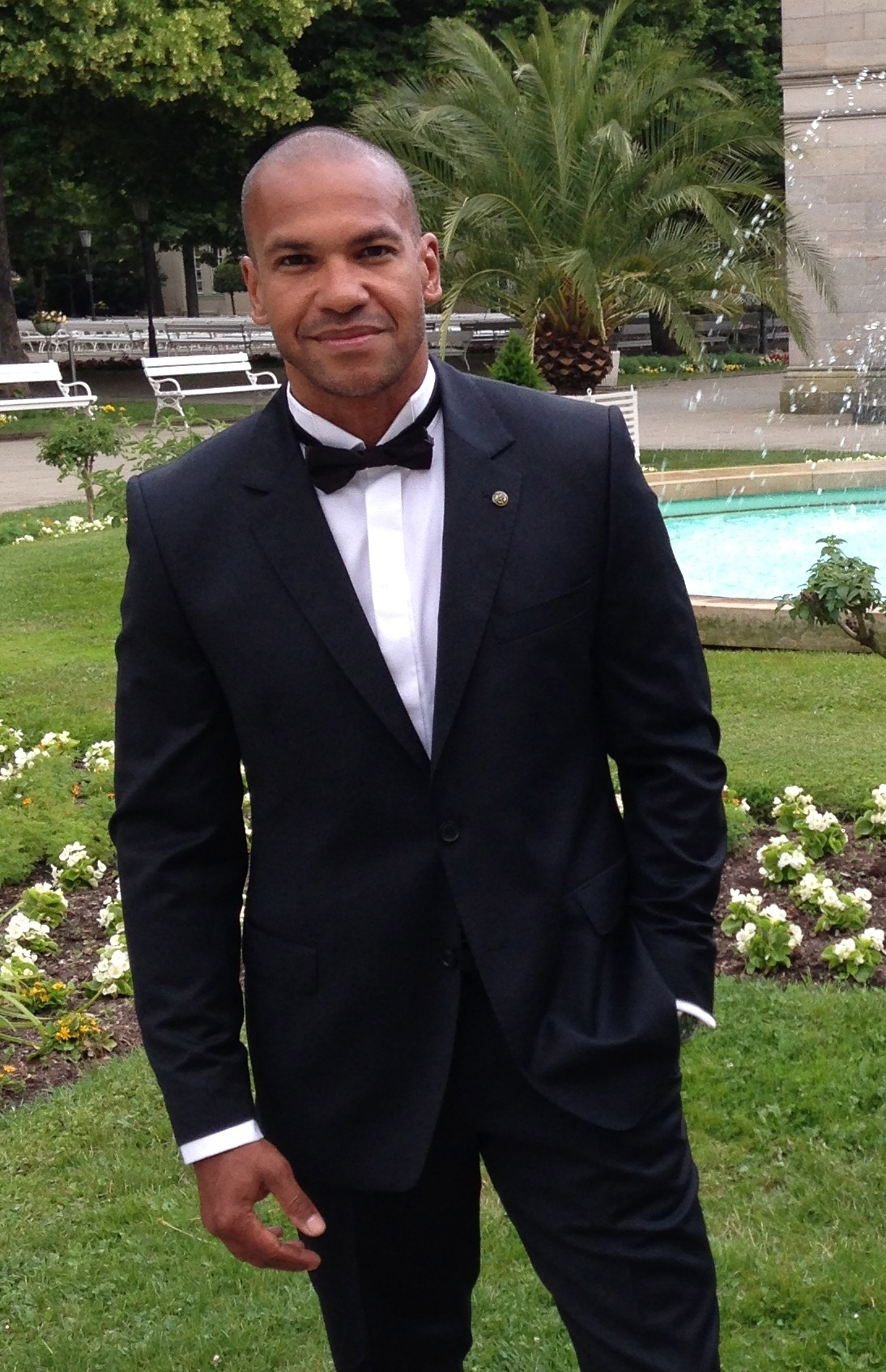
Pierre Geisensetter (2014)

Pierre Geisensetter (* 27. Juli 1972 in Jena) ist ein deutscher Moderator und Schauspieler.

## Leben
Pierre Geisensetter wurde in Jena als Sohn einer Deutschen und eines Maliers geboren. Er wuchs bei seiner Mutter in Jena auf. 1981 zog die Familie nach Bad Elster im Vogtland, wo er später in Oelsnitz/Vogtl. Abitur machte. Nach der Wende studierte er vier Semester Jura in Erlangen. Zu dieser Zeit strebte er eine Karriere als Leichtathlet an.
In Phoenix (Arizona) und Los Angeles arbeitete er vorübergehend als Foto- und Produktionsassistent bei einer amerikanischen Produktionsfirma, wodurch er mit dem Mediengeschäft vertraut wurde. In den 1990er Jahren bewarb er sich als Praktikant beim Nürnberger Lokalsender Hit Radio N1, wo er fünf Jahre blieb und in der Morningshow mitwirkte. Danach schloss Geisensetter eine Ausbildung als Diplomfachwirt ab. Ende der 90er wurde er dann fürs Fernsehen entdeckt. Ab 1999 hatte er seinen Durchbruch als Moderator der Flirtshow Herzblatt, von der er bis 2001 80 Folgen leitete.
Danach wechselte er zu RTL. In Gestrandet (RTL II, 2001) berichtete er aus Panama über Kandidaten, die auf einer einsamen Insel überleben mussten. Neben weiteren Moderationen spielte er in der Daily-Soap Unter uns für vier Folgen in der Rolle des Luis Bamako mit. Er gewann 2002 im Promiboxen, einem Fernseh-Boxwettkampf zwischen zwei Prominenten, gegen Claude-Oliver Rudolph.
Seit 2005 nahm er als Kandidat an weiteren Promishows teil, darunter zweimal an der Wok-WM, an der Kocharena und an zwei TV-Total-Specials. Von 2006 bis 2014 war er als Vertretungsmoderator beim Boulevardmagazin Leute heute des ZDF tätig.
2015 wurde Geisensetter Unternehmenssprecher der RSG Group, zu der auch die Fitnesskette McFit gehört. Zum 1. Juli 2019 übernahm er die Geschäftsführung der McFit-Fitnessplattform The Mirai, die jedoch nicht verwirklicht wurde.
Er lebt in Berlin und ist Vater einer Tochter.

## Fernsehauftritte
Moderationen 
- 1999–2001 Herzblatt (Das Erste)
- 2001 Gestrandet (RTL II)
- 2003–2004 GZSZ-Brunch (RTL)
- 2005 Be on Top (Tele 5)
- 2006–2014 Leute heute (ZDF)

 Fernsehserien 
- 2003 Unter uns (4 Folgen)
- 2006 Hausmeister Krause (1 Folge)
- 2009 Marienhof (1 Folge)[4]

Showkandidat
- 2002 Promi-Boxen (gegen Claude-Oliver Rudolph) (RTL)
- 2005 TV-Total Hochsprung-Olympiade (ProSieben)
- 2006 Wok-WM (ProSieben)
- 2006 Stars auf Eis (ProSieben)
- 2008 Wok-WM (ProSieben)
- 2008 Die Kocharena (VOX)
- 2008 Das perfekte Promi-Dinner (VOX)
- 2009 TV Total Stockcar Crash Challenge (ProSieben)